# Phoenix (album de Dan Fogelberg)
Pour les articles homonymes, voir Phoenix.
Albums de Dan Fogelberg
Twin Sons of Different Mothers
(1978) The Innocent Age
(1981)
Phoenix (1979) est le sixième album du chanteur-compositeur-interprète de folk rock américain Dan Fogelberg.
L'album a été classé 3e au classement pop-rock du Billboard en 1980. La même année, la chanson "Longer" est parvenue en tête du Billboard.

## Titres de l’album
| No  | Titre               | Durée |
| --- | ------------------- | ----- |
| 1.  | Tullamore Dew       | 1:16  |
| 2.  | Phoenix             | 7:06  |
| 3.  | Gypsy Wind          | 3:59  |
| 4.  | The Last to Know    | 3:11  |
| 5.  | Face the Fire       | 5:39  |
| 6.  | Wishing on the Moon | 4:32  |
| 7.  | Heart Hotels        | 4:15  |
| 8.  | Longer              | 3:15  |
| 9.  | Beggar's Game       | 5:00  |
| 10. | Along the Road      | 4:34  |

Compositions de Dan Fogelberg.

## Musiciens
- Dan Fogelberg - guitare, percussions, piano, pedal steel, claviers, chant, synthétiseur
- Kenneth A. Buttrey - percussions, batterie
- Paul Harris - piano, claviers
- Jerry Hey - bugle
- Russ Kunkel - conga, batterie
- Gayle Levant - harpe
- Marty Lewis - percussions, tambourin
- Jody Linscott - conga
- Andy Newmark - batterie
- Norbert Putnam - guitare basse
- Tom Scott - saxophone
- Mike Utley - orgue, claviers